# Rosa Cursach Salas
Rosa Cursach Salas (Artà, Llevant, Mallorca, 1967) és una filòsofa, teòloga, professora d'educació secundària, política i feminista balear.
Estudià Teologia al Centre d'Estudis Teològics de Mallorca (CETEM), i Filosofia a la Universitat de les Illes Balears.
Fins a l'any 2015 exercí com a professora d'Educació Secundària Obligatòria (ESO) de Religió i Ètica, i de Filosofia (Batxillerat) al Col·legi Beat Ramon Llull d'Inca. És filòsofa, teòloga i fundadora de l'entitat 'Creients i Feministes', i, a més, ha col·laborat amb el grup de 'Desigualtats, Gènere i Polítiques Públiques' de la Universitat de les Illes Balears (UIB). Ha dut a terme nombroses investigacions i publicacions sobre el feminisme i la igualtat, i ha impartit cursos i ponències, en què ha analitzat els paradigmes sobre gènere i polítiques públiques, experiències de polítiques d'igualtat en Espanya o feminisme i religió o drets humans, entre d'altres.
El juliol del 2015 fou nomenada directora de l'Institut Balear de la Dona. Quatre anys després, el juliol del 2019, sent a membre de MÉS per Mallorca, fou nomenada directora insular d'Igualtat del Consell de Mallorca, àrea que pertany al Departament de Presidència, tenint a càrrec seu els serveis d'atenció a les dones i víctimes de violència. Cursach encapçalà la llista de la coalició Veus Progressistes al Senat a les eleccions d'abril del 2019.